# Callirhoe digitata
Callirhoe digitata là một loài thực vật có hoa trong họ Cẩm quỳ. Loài này được Nutt. mô tả khoa học đầu tiên năm 1821.